# Michaił Tomski

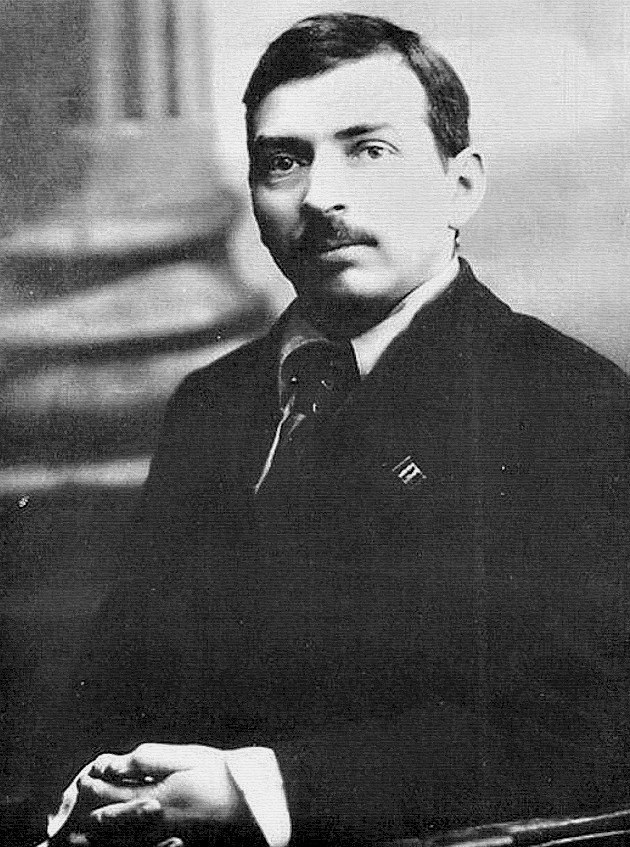
Michaił Tomski

Michaił Pawłowicz Tomski wł. Michaił Jefremow, ros. Михаил Павлович Томский, Михаил Павлович Ефремов (ur. 19 października?/31 października 1880 w osadzie Kołpino w guberni sankt-petersburskiej, zm. 23 sierpnia 1936 w Bołszewie pod Moskwą) – rosyjski rewolucjonista, bolszewik, z zawodu poligraf, działacz związków zawodowych. Długoletni członek Komitetu Centralnego RKP(b) i WKP(b) (1919-1936), członek Biura Politycznego KC 1923-1930, popełnił samobójstwo w początkach wielkiej czystki w ZSRR.

## Życiorys
Pochodził z rodziny robotnika fabrycznego. Ukończył w 1892 szkołę podstawową, po czym dwa lata uczył się w szkole przyzakładowej i w wieku czternastu lat zaczął pracę w Zakładach Smirnowa. Od początku zatrudnienia został wciągnięty do pracy w związkach zawodowych handlowców. Od 1904 w Socjaldemokratycznej Partii Robotniczej Rosji. Za działalność związkową wciągnięty na czarną listę policyjną, ukrywał się. W maju 1908 zatrzymany i więziony przez okres roku. Po uwolnieniu w 1909 emigrował do Francji.
Po powrocie założył w Moskwie pismo Sztandar Robotniczy. Pod koniec 1909 ponownie zatrzymany i więziony przez dwa lata bez sądu, po czym skazany na pięć lat ciężkich robót. Po abdykacji Mikołaja II zwolniony dekretem Rządu Tymczasowego z zesłania, powrócił do Moskwy. Od 1917 w Piotrogrodzkim Komitecie SDPRR(b). Po rewolucji lutowej i obaleniu caratu tworzył Rady Delegatów Robotniczych. W czasie rewolucji październikowej 1917 był naczelnym redaktorem pisma „Metalurg”. Po rewolucji przewodniczący Moskiewskiego Komitetu Związków Zawodowych. Przewodniczący Wszechzwiązkowej Centralnej Rady Związków Zawodowych od 1918 do 1921 i od 1922 do 1929, w 1921 przewodniczący Komisji Turkiestańskiej WCKW i Rady Komisarzy Ludowych RSFRR. Członek Komitetu Centralnego WKP(b) w l. 1919–1934, członek Biura Politycznego WKP(b) od 1923–1930. Był członkiem Biura Organizacyjnego KC WKP(b) w 1921, 1924 i 1925. W 1920 wybrany na sekretarza generalnego Międzynarodowej Rady Związkowej (Mieżprofsowu), przekształconej w lipcu 1921 w Profintern (Czerwona Międzynarodówka Związków Zawodowych), gdzie Tomski był członkiem trzyosobowego stałego sekretariatu organizacji. Wiceprzewodniczący Najwyższej Rady Gospodarki Narodowej (WSNCh) ZSRR.
Od stycznia 1929 wraz z Nikołajem Bucharinem w opozycji wobec Stalina, w związku z polityką przyspieszonej industrializacji i związanym z tym programem przymusowej kolektywizacji rolnictwa w ZSRR. Oskarżony o odchylenie prawicowe, w 1930 zmuszony do rezygnacji i pozbawiony stanowisk partyjnych i państwowych. W latach 1930–1936 przewodniczący Zjednoczenia Wydawnictw Państwowych (Gosizdat).
U progu wielkiej czystki, zagrożony aresztowaniem 23 sierpnia 1936 roku popełnił samobójstwo na swej podmoskiewskiej daczy strzałem z pistoletu. Gazeta 'Prawda' napisała: 'Tomski zagubił się w swych kontrrewolucyjnych powiązaniach z trockistowsko-zinowiewowskimi terrorystami'. Oskarżony pośmiertnie w procesie „dwudziestu jeden” w marcu 1938. W czerwcu 1988 rehabilitowany z przywróceniem członkostwa w partii od 1904 r.